# Ernst Qvist
Ernst Edvard Qvist, född 10 maj 1839 i Fredrikshamn, död 20 oktober 1910 i Helsingfors, var en finländsk kemist och ingenjör. Han var far till Johannes och Gerda Qvist.
Efter studentexamen gick Qvist till sjöss och seglade med handelsfartyg över hela världen i två år. Han upptog därefter studier i kemi vid Helsingfors universitet, men fortsatte efter ett år sina kemistudier vid de polytekniska instituten i Hannover och Zürich 1860–1862, där han bland annat hade Johannes Wislicenus som lärare. Under de följande åren drev Qvist tillsammans med sin bror en liten fabrik i Kangasniemi; fabriken producerade smörjoljor ur inhemska råämnen, såsom trätjära. Marknaden var klar, tågtrafiken hade inletts i Finland, och smörjoljor behövdes. Den utländska konkurrensen från oljebaserade smörjoljor blev dock för svår, och Qvists fabrik gick i konkurs. Också en fabrik i Turengi för smörjoljor som Qvist grundade råkade i finansiella svårigheter. Hans metoder användes (vidareutvecklade av Henrik Alfred Wahlforss) för smörjoljeframställning under de båda världskrigen i Finland. Qvist ledde under 1860-talet en cementfabrik i Turenki, där han utvecklade en metod att extrahera maleinsyra ur rönnved. Produkten såldes till den välkända kemikaliefirman Kahlbaum i Berlin och fabriken i Turenki var länge den viktigaste leverantören av detta råmaterial. 
År 1866 anställdes Qvist anställd som lärare i kemi och naturhistoria vid Polytekniska institutet i Helsingfors och var 1874–1880 institutets prodirektor samt 1880–1903 direktor. Han tvingades lämna sin post 1903 i samband med russifieringssträvandena. Han var stiftande medlem av Finska kemistsamfundet (1891), var samfundets ordförande 1892, 1894 och 1897 samt blev 1899 dess förste hedersmedlem. Han tilldelades statsråds titel.